# Cuiciuna
Cuiciuna är ett släkte av skalbaggar. Cuiciuna ingår i familjen långhorningar.
Kladogram enligt Catalogue of Life:
| Cuiciuna | \| \| Cuiciuna amoenoides \| \| \| \| \| \| Cuiciuna fumigata \| \| \| \| \| \| Cuiciuna iuati \| \| \| \| \| \| Cuiciuna melancholica \| \| \| \| \| \| Cuiciuna rectilinea \| \| \| \| |
|          | \| \| Cuiciuna amoenoides \| \| \| \| \| \| Cuiciuna fumigata \| \| \| \| \| \| Cuiciuna iuati \| \| \| \| \| \| Cuiciuna melancholica \| \| \| \| \| \| Cuiciuna rectilinea \| \| \| \| |
|          | Cuiciuna amoenoides |
|          | |
|          | Cuiciuna fumigata |
|          | |
|          | Cuiciuna iuati |
|          | |
|          | Cuiciuna melancholica |
|          | |
|          | Cuiciuna rectilinea |
|          | |